# Reforma universitară
Reforma universitară este un tip de reformă educațională aplicată în învățământul superior.
Exemplele includ:
- Reforma universităților din Argentina din 1918
- Reforma universităților chiliene
- Reforma universităților franceze
- Legea privind învățământul superior și cercetarea (2007)
- Libertățile și responsabilitățile universităților (2013)
- Reforma colegiilor universitare din Norvegia
- Oxford University Act din 1854